# Julie von May
Julia Carolina Elisabeth May von Belletruche, conocida como Julie von May (Berna, 26 de febrero de 1808 - Ibidem, 5 de marzo de 1875), fue una feminista de Suiza. En 1868, se convirtió en la presidenta de la primera organización femenina de Suiza: Asociación Internacional de Mujeress. Apoyó el sufragio femenino, pero se centró en la igualdad ante la ley. Junto con Marie Goegg-Pouchoulin, ha sido considerada quizás la principal feminista de su país en su generación.

## Biografía
Julia Carolina Elisabeth May von Belletruche nació en Berna, hija de Karl Rudolf von Belletruche por su matrimonio con Julia von Steiger. La suya fue una destacada «familia de establecimiento» de Berna. Se casó con su primo Friedrich Amadeus Sigmund von May von Rued (1801-1883) en 1827 y se fue a vivir con él a su casa familiar, el Schloss Rued en el cantón de Argovia. Su única hija, Esther, nació en 1840. En un artículo biográfico que su hija escribió sobre su marido, Friedrich von May se identifica como un hombre que no tuvo en cuenta a su esposa. Sin embargo, ella se encargó de la secretaría de sus propios ensayos teológicos y jurídicos. Después de que fuera gravemente herido en un accidente de equitación, sus necesidades de atención aumentaron. Ella también acompañó a su esposo en sus viajes.
Julie von May tenía más de 60 años en 1869 cuando se unió a la Asociación Internacional de Mujeres (Association internationale des femmes/ AIF), una organización pacifista y feminista con sede en Ginebra. Trabajó en estrecha colaboración con la líder de facto de la organización, Marie Goegg-Pouchoulin. En la asamblea general de la AIF de marzo de 1870 destacó, en particular, la importancia de la igualdad de género ante la ley: «... consideramos que la igualdad de las mujeres y los hombres ante la ley es uno de los [derechos] más esenciales y urgentes».
En 1872 publicó un ensayo titulado Die Frauenfrage in der Schweiz zur Bundesrevision am 12. May 1872, que trataba de la situación jurídica de la mujer en Suiza. El mismo texto ya había sido publicado en la revista interna de la AIF en 1870. En el artículo se hacía referencia a la sección «Igualdad» de la Constitución Federal: «Todos los ciudadanos suizos son iguales ante la ley. En Suiza no hay relaciones encubiertas, ni ventajas según el lugar, el nacimiento, la familia o la persona». (Bundesverfassung 1848, artículo 4). El escritor apeló al orgullo de Suiza por su condición de cuna de la democracia: «La cuna... de todas las libertades e igualdades europeas, Suiza mantiene a sus hijas en una condición más desposeída y esclavizada que cualquiera de las monarquías circundantes. La nación más madura de Europa infravalora e infantiliza su parte femenina». Fue particularmente crítica con la forma en que las mujeres están sometidas a una carga igual, por ejemplo, con respecto a los impuestos y el derecho penal, pero no se les conceden los mismos derechos y privilegios ante la ley que a los hombres. Julie von May vio esta discriminación como la base de muchos de los problemas sociales de la época. Las manos de las mujeres estaban atadas, impidiéndoles cuidarse a sí mismas «a través de la miseria de su posición social». A esto le siguió un catálogo de reivindicaciones, todas las cuales - con la interesante excepción de la «igualdad política» - eran cosas por las que el movimiento femenino suizo luchó hasta por lo menos 1981: igualdad de educación, igualdad de impuestos, igual de salario por igual trabajo, igualdad de derechos de sucesión, derechos de propiedad, igualdad en el matrimonio y derecho de divorcio. Sin embargo, en lo que respecta a los derechos políticos, pudo asegurar a los hombres «que no exigimos ningún derecho político... siempre que podamos esperar nuestra ayuda del trato justo de los hombres».
Sabía muy bien que sus demandas únicamente recibirían una respuesta positiva de los hombres si estaban respaldadas por una presión masiva y sostenida de los partidarios de los derechos de la mujer. Y eso no era posible mientras las pobres oportunidades educativas significaran que las mujeres no estuvieran en posición de defender sus derechos legales. Por lo tanto, la oradora presentó propuestas para que se establecieran asociaciones de mujeres en los pueblos y ciudades que pudieran explicar su situación jurídica a las mujeres. También pidió que se incluyera la instrucción jurídica y de ciudadanía en los planes de estudio de las escuelas de niñas. Las asociaciones de mujeres de cada ciudad deberían agruparse en una organización paraguas a nivel federal (nacional) que tuviera la influencia política necesaria para influir en la legislación federal.
Las demandas de Von May eran mesuradas y pragmáticas, en contraste con las de su aliada política Marie Goegg-Pouchoulin, cuyas demandas pueden ser caracterizadas como «maximalistas». La exigencia de que las mujeres simplemente disfruten de una mayor autonomía no entró en conflicto directo con las «imágenes de género dualistas» que eran la norma en Suiza en ese momento.
Julie von May sufrió un derrame cerebral a finales de 1874 del que nunca se recuperó del todo. Murió por las complicaciones resultantes a principios de 1875.